# Nad Zemí (album)
Nad Zemí je debutové album české pop rockové kapely Irnis, které bylo vydané v roce 2013.
Album bylo nahráno ve studiu v Brně ve studiu Reset, kde byl proveden i mix a master. Muzikantsky se na něm podíleli jednak tehdejší členové kapely, tedy Josef Vališ (zpěv, akustická kytara), Jan Seják (zpěv, baskytara), Roman Hanák Jr. (sólová elektrická kytara), Radovan Jaroň (doprovodná elektrická kytara, elektronika) a Libor Hudček (rap), jednak Roman Kašník, majitel studia, který se postaral o smyčce do písně „Všechny cesty vedou za Tebou“.
Album bylo vydáno pod agenturou Alfedus.

## Seznam skladeb
1. Alibi
2. Tam venku
3. Originál
4. Jakokdyby
5. Příště
6. Všechny cesty vedou za Tebou
7. Nedívej se z5
8. Amulety
9. Nad Zemí
10. 2113